# Amalia (película colombiana)
Amalia es una película dramática colombiana de 2019 dirigida y escrita por Ana Sofía Osorio y protagonizada por María Cecilia Botero, Alejandro Aguilar, Vanessa Blandón y Ángela Carrizosa. Fue estrenada en la edición número 35 del Chicago Latino Film Festival el 29 de marzo de 2019 y llevada a los cines colombianos en mayo del mismo año. Se trata del segundo largometraje de Osorio, quien en el año 2012 dirigió la cinta Sin palabras.

## Sinopsis
Cristina y Julián son una pareja que vive al norte de Bogotá con Amalia, una joven de 17 años, hija del primer matrimonio de Cristina. La pareja espera un nuevo hijo, aunque Cristina tiene 43 años y su embarazo es considerado de alto riesgo, por lo que toma toda clase de precauciones para cuidar del bienestar de su futuro hijo. Sin embargo, ocurre una explosión en la que al parecer Amalia podría resultar afectada, poniendo en riesgo el equilibrio de Cristina y su complejo embarazo.

## Reparto principal
- María Cecilia Botero es Elena.
- Alejandro Aguilar es Julián.
- Vanessa Blandón es Amalia.
- Ángela Carrizosa es Cristina.